# Comuna Raciu, Dâmbovița
Raciu este o comună în județul Dâmbovița, Muntenia, România, formată din satele Raciu (reședința), Siliștea și Șuța Seacă.

## Așezare
Comuna se află în sud-vestul județului și este străbătută prin partea sa vestică de șoseaua națională DN72 care leagă Târgoviște de Găești.

## Demografie
Componența etnică a comunei Raciu
     Români (98,11%)
     Alte etnii (0,25%)
     Necunoscută (1,64%)
Componența confesională a comunei Raciu
     Ortodocși (96,08%)
     Adventiști (1,51%)
     Alte religii (0,4%)
     Necunoscută (2,01%)
Conform recensământului efectuat în 2021, populația comunei Raciu se ridică la 3.236 de locuitori, în scădere față de recensământul anterior din 2011, când fuseseră înregistrați 3.464 de locuitori. Majoritatea locuitorilor sunt români (98,11%), iar pentru 1,64% nu se cunoaște apartenența etnică. Din punct de vedere confesional, majoritatea locuitorilor sunt ortodocși (96,08%), cu o minoritate de adventiști (1,51%), iar pentru 2,01% nu se cunoaște apartenența confesională.

## Politică și administrație
Comuna Raciu este administrată de un primar și un consiliu local compus din 13 consilieri. Primarul, Vasile Grădinaru[*], de la Partidul Social Democrat, este în funcție din 2008. Începând cu alegerile locale din 2024, consiliul local are următoarea componență pe partide politice:
|  | Partid                    | Consilieri | Componența Consiliului | Componența Consiliului | Componența Consiliului | Componența Consiliului | Componența Consiliului | Componența Consiliului | Componența Consiliului |
|  | ------------------------- | ---------- | ---------------------- | ---------------------- | ---------------------- | ---------------------- | ---------------------- | ---------------------- | ---------------------- |
|  | Partidul Social Democrat  | 7          |                        |                        |                        |                        |                        |                        |                        |
|  | Partidul Național Liberal | 3          |                        |                        |                        |                        |                        |                        |                        |
|  | Alianța Dreapta Unită     | 2          |                        |                        |                        |                        |                        |                        |                        |
|  | Partidul S.O.S. România   | 1          |                        |                        |                        |                        |                        |                        |                        |

## Istorie
La sfârșitul secolului al XIX-lea, comuna făcea parte din plasa Dealu-Dâmbovița a județului Dâmbovița, și era formată din trei sate: Raciu, Coborâșu și Siliștea, cu o populație totală de 666 de locuitori. În comună funcționau o școală și o biserică. În 1925, comuna avea aceeași compoziție, făcea parte din plasa Găești a aceluiași județ și avea 1120 de locuitori.
În 1950, comuna a trecut la raionul Găești din regiunea Argeș. În 1968, ea a revenit la județul Dâmbovița, dar a fost imediat desființată și inclusă în comuna Lucieni. Astfel, comuna nu a existat până în 2004, când a fost reînființată în structura actuală.